# Adolescentes
Pour l’article ayant un titre homophone, voir Adolescente.
Pour plus de détails, voir Fiche technique et Distribution.
Adolescentes est un film documentaire français réalisé par Sébastien Lifshitz, sorti en 2019.
Il a notamment été récompensé par le prix Louis-Delluc en 2020 et par trois César en 2021.

## Synopsis
Le film suit pendant cinq ans la vie d'Emma et Anaïs, deux adolescentes vivant à Brive, du collège à l'immédiat après-baccalauréat.
Emma est issue d’un milieu bourgeois cultivé et Anaïs d’un milieu plus populaire. Dans la même classe au collège, elles sont amies malgré leurs différences. Puis différentes orientations vont les séparer en arrivant au lycée.

## Fiche technique
Sauf indication contraire, les informations mentionnées dans cette section peuvent être confirmées par les bases de données cinématographiques IMDb et Allociné,  présentes dans la section « Liens externes ».
- Titre original : Adolescentes
- Réalisation et scénario : Sébastien Lifshitz
- Musique : Tindersticks
- Montage : Tina Baz
- Photographie : Paul Guilhaume et Antoine Parouty
- Production : Muriel Meynard
- Société de production : Agat Films & Cie, en coproduction avec Arte France Cinéma et Chaocorp[1]
- Société de distribution : Ad Vitam
- Pays de production :  France
- Langue originale : français
- Format : couleur — 2,40:1
- Genre : documentaire
- Durée : 135 minutes
- Dates de sortie :
  - Suisse : 9 août 2019 (festival de Locarno)
  - France : 16 octobre 2019 (festival de Bordeaux) ; 9 septembre 2020 (sortie nationale)

## Distribution
- Anaïs Chambaudie[2] : elle-même
- Emma Jaubert[2] : elle-même

## Accueil

### Accueil critique
Le film reçoit un accueil très favorable de la critique. Le site AlloCiné propose une moyenne de 4,2/5 à partir de l'interprétation de 32 critiques de presse.
Philippe Ridet, dans le journal Le Monde, parle d'un film « subtil et lumineux ». Pour le magazine de MK2 Trois couleurs, Laura Pertuy parle d'un « portrait bouleversant d’existences en construction » qui parvient à « transcender les intimités pour radiographier notre époque ».
Sur Slate.fr, Jean-Michel Frodon écrit : « Elles sont amies d'enfance, elles ne se ressemblent pas, ni physiquement, ni socialement. À leur côté, et sans leur faire porter plus de poids signifiant, encore moins exemplaire, que ce qui est le lot de chacun·e, le film compose un portrait attentif et sensible d'un état de la France contemporaine. »
Pour France Info, Laurence Houot qualifie ce documentaire d'« extraordinaire », notant que « les cadres et la lumière sont soignés, les plans souvent fixes, laissent vivre l'action, la caméra toujours à bonne distance, et le son bien présent » et que « le montage joue à merveille [des] contrastes. »
Dans le journal La Montagne, notamment distribué dans la région de tournage du film, Pomme Labrousse liste « cinq bonnes raisons d'aller voir ce film bouleversant » : « c'est une ode à l'amitié » ; « on y voit Brive et ses alentours » ; « on y retrouve une image fidèle de la France » ; « Anaïs et Emma sont admirables » ; « son propos est universel ».
Les Échos et La Nouvelle République livrent également des critiques positives. Le Figaro, plus réservé, estime que « le résultat n'est pas si passionnant, peut-être parce que les deux amies de Brive se livrent peu. »

### Box-office
Entre le 9 septembre 2020 et le 28 octobre 2020, le film a attiré, en France, 95 342 spectateurs en salle.

## Distinctions
Sauf indication contraire, les informations mentionnées dans cette section peuvent être confirmées par les bases de données cinématographiques IMDb et Allociné,  présentes dans la section « Liens externes ».

### Récompenses
- Festival 2 Cinéma 2 Valenciennes 2020 : Coup de cœur du jury, compétition Documentaires[14]
- Prix Louis-Delluc 2020[15]
- César 2021 : 
  - Meilleur film documentaire
  - Meilleur son pour Yolande Decarsin, Jeanne Delplancq, Fanny Martin et Olivier Goinard
  - Meilleur montage pour Tina Baz

### Sélections
- Festival international du film de Locarno 2019 : sélection de la Semaine de la critique ; lauréat du prix Zonta Club « pour la promotion de la justice, de la solidarité et de l'éthique »[16]
- Festival du film de Luxembourg 2020 : en compétition pour le prix du meilleur documentaire

### Nominations
- César 2021[17] :
  - Meilleur film
  - Meilleure réalisation pour Sébastien Lifshitz
  - Meilleure photographie pour Antoine Parouty et Paul Guilhaume